# Rolf Andiel
Rolf Andiel (* 2. April 1927 in Plauen; † 1992 ebenda) war ein deutscher Maler, Grafiker und Zeichner.

## Leben
Rolf Andiel absolvierte eine Lehre als Entwerfer. 1942 bis 1944 studierte er an der Kunst- und Fachschule für Textilindustrie Plauen. Von 1944 bis 1948 folgte der Militärdienst mit anschließender Gefangenschaft. Ab dem Jahr 1950 bis 1953 war er als Plakatmaler tätig. Danach studierte Andiel von 1953 bis 1958 an der Hochschule für Bildende Künste Dresden bei Erich Fraaß und Rudolf Bergander. Nach dem Studium wirkte er freischaffend als Grafiker in Plauen. Seit 1960 hatte er einen Werkvertrag mit dem VEB Plamag und die Leitung von Zirkeln des Bildnerischen Volksschaffens. Andiel war Mitglied im Verband Bildender Künstler der DDR.

## Werke (Auswahl)

### Tafelbilder
- 1958 Am Wendepunkt (1958, Öl)
- 1961 Schmiede (1961, Öl)
- 1962 Helga aus meinem Zirkel (1962, Öl, 97 × 67 cm)[1]
- 1962 Oberstleutnant Friedrich (1962, Öl)[2]
- 1962 Unsere Heimat (1962, Öl)[3]
- 1970 Am Stadtrand von Plauen (1970, Öl)[4]

### Architekturbezogene Werke
- Wandbild an der Giebelfront der Grundschule Krebes (1972)[5]
- Wandbild im Flur der Grundschule Reusa  (1964/1965; mit Lothar Rentsch)

## Ausstellungen  (unvollständig)

### Einzelausstellungen
- 1985 Plauen
- 1987 Zwickau
- 1988: Plauen, Vogtlandmuseum (Malerei und Zeichnungen)
- ferner Halle (Saale), Magdeburg, Reichenbach, Laux und Wolgograd

### Ausstellungsbeteiligungen
- 1962/1963 und 1972/1973: Fünfte Deutsche Kunstausstellung und VII. Kunstausstellung der DDR
- 1979 und 1985; Karl-Marx-Stadt, Bezirkskunstausstellungen
- 1958: Karl-Marx-Stadt, Mittelsächsische Kunstausstellung
- 1961: Magdeburg: Kulturhistorisches Museum („Kunstausstellung der 3. Arbeiterfestspiele“)
- 1961: Berlin, Deutsche Akademie der Künste („Junge Künstler. Malerei.“)
- 1962: Berlin, Deutsche Akademie der Künste („Junge Künstler – Graphik und Plastik“)
- 1982: Karl-Marx-Stadt („Bildnis + Gruppe“)
- 1984/1985 Karl-Marx-Stadt, Städtisches Museum am Theaterplatz („Retrospektive 1945 – 1984. Bildende Kunst im Bezirk Karl-Marx-Stadt“)